# Wijken en buurten in Vught
De Nederlandse gemeente Vught is voor statistische doeleinden onderverdeeld in wijken en buurten. De gemeente is verdeeld in de volgende statistische wijken:
- Wijk 00 Vught (CBS-wijkcode:086500)
- Wijk 01 Vught-Zuid (CBS-wijkcode:086501)
- Wijk 02 Cromvoirt (CBS-wijkcode:086502)

Een statistische wijk kan bestaan uit meerdere buurten. Onderstaande tabel geeft de buurtindeling met kentallen volgens het Centraal Bureau voor de Statistiek (2008):
| CBS-buurtcode | Foto            | Buurten                                               | Aantal inwoners | Opp. totaal (ha) | Opp. land (ha) | Ligging                | Kenmerken |
| ------------- | --------------- | ----------------------------------------------------- | --------------- | ---------------- | -------------- | ---------------------- | --- |
| BU08650000    |                 | Centrum (Marktveld)                                   | 3500            | 108              | 106            | Locatie in de gemeente | Marktveldpassage, gemeentekantoor, raadhuis, Reeburgpark, Sint-Petruskerk, Vughtse Toren, Vughts Historisch Museum     |
| BU08650001    |                 | Taalstraat en omgeving (De Heun)                      | 1930            | 60               | 58             | Locatie in de gemeente | Serviceflat Eikendonck, Bossche Broek, Hotel Vught                                                                     |
| BU08650002    | Mariakerk Vught | Loyola en omgeving                                    | 1960            | 95               | 95             | Locatie in de gemeente | Villa's, Isabellakazerne, Frederik-Hendrik kazerne, Mariakerk                                                          |
| BU08650003    |                 | Loonsebaan                                            | 980             | 60               | 60             | Locatie in de gemeente | Villa's, De Koepel |
| BU08650004    |                 | Villapark                                             | 690             | 58               | 58             | Locatie in de gemeente | Villa's, IJzeren Man                                                                                                   |
| BU08650005    |                 | Schoonveld                                            | 2750            | 66               | 66             | Locatie in de gemeente | Station NS, Heilig Hartkerk, singels                                                                                   |
| BU08650008    |                 | Vughtse Heide en Lunetten                             | 510             | 254              | 246            | Locatie in de gemeente | Penitentiaire Inrichting Vught (gevangenis), Moluks woonoord Lunetten, Vughterheide, Van Brederodekazerne, Geniemuseum |
| BU08650009    |                 | Gement                                                | 50              | 798              | 782            | Locatie in de gemeente | Grobbendonckse en Kaarthuizersloop, Eendenkooi                                                                         |
| BU08650100    |                 | Voorburg en omgeving                                  | 1310            | 124              | 124            | Locatie in de gemeente | Psychiatrisch ziekenhuis Voorburg, Verpleeghuis Boswijk, Villa Voorburg, Watertoren                                    |
| BU08650101    |                 | Molenstraat en omgeving (Zeehelden- en Dichtersbuurt) | 2530            | 60               | 60             | Locatie in de gemeente | Volksbuurt, winkelcentrum Moleneindplein, Sportcentrum Ouwerkerk, Paulus- en Sint Janskerk                             |
| BU08650102    |                 | De Baarzen                                            | 3240            | 74               | 73             | Locatie in de gemeente | Winkelcentrum De Baarzen, singels, seniorenflats, natuurpark de Kwebben, industrieterrein                              |
| BU08650103    |                 | Vijverhof                                             | 1670            | 52               | 52             | Locatie in de gemeente | Nieuwbouwwijk, Christelijke Ambonezenkerk                                                                              |
| BU08650104    |                 | De Vughtse Hoeven                                     | 3040            | 42               | 42             | Locatie in de gemeente | Nieuwbouwwijk |
| BU08650108    |                 | Bleijendijk                                           | 130             | 375              | 372            | Locatie in de gemeente | Landgoed Bleijendijk, kasteel Maurick, Maurickbos                                                                      |
| BU08650109    |                 | Bergenshuizen                                         | 260             | 577              | 571            | Locatie in de gemeente | Sportaccommodaties, boerderijen, natuurgebied Kraaiengat, Sparrendaal, Kapellebos                                      |
| BU08650200    |                 | Cromvoirt                                             | 690             | 142              | 141            | Locatie in de gemeente | Supermarkt, cafés, boerderijen, Sint-Lambertuskerk                                                                     |
| BU08650209    |                 | Verspreide huizen Cromvoirt (Loveren)                 | 90              | 501              | 446            | Locatie in de gemeente | Landgoed Loveren, campings, boerderijen                                                                                |